# Bilhó
Bilhó est une paroisse civile portugaise (en portugais : freguesia) de la municipalité de Mondim de Basto dans le district de Vila Real.

## Géographie
Bilhó se trouve à proximité du parc naturel de l'Alvão, qui abrite notamment la cascade de Bilhó.

## Démographie
Lors du recensement de 2021, Bilhó compte 429 habitants.